# Xanthabraxas
Xanthabraxas là một chi bướm đêm thuộc họ Geometridae.